# Harmonia (banda)
Harmonia foi um supergrupo de Krautrock da Alemanha, fundado em 1973 como a colaboração de Michael Rother do Neu!, Hans-Joachim Roedelius e Dieter Möbius do Cluster e mais tarde o britânico Brian Eno. A banda encerrou suas atividades em 1976.

## Influências
Como dois terços do grupo original eram elementos do Cluster, o primeiro álbum, Musik Von Harmonia, foi fortemente influenciado pelo ambient-rock com alguns traços do Motorik (batida em compasso 4/4) usado pelo Neu!. No segundo álbum, Deluxe, o Motorik foi muito mais utilizado e, possivelmente, gerou um som mais comercial e acessível. Com a participação de Brian Eno nas sessões de 1976 a gravação do terceiro álbum, Tracks and Traces, foi novamente influenciada pela música ambiente.

## Discografia

### Álbuns de estúdio
- 1974 Musik Von Harmonia
- 1975 Deluxe
- 1997 Tracks and Traces

### Álbuns ao vivo
- 2007 Live 1974